# Huang Junxia
Huang Junxia (jedn. kineski 黄俊霞) (Huang je prezime) (Panshi, Jilin, 9. listopada 1975.) je kineska hokejašica na travi. 
Od velikih natjecanja, sudjelovala je na OI 2000. u Sydneyu, na kojima je igrala na svim susretima, osvojivši s Kinom peto mjesto, i na OI 2004. u Ateni, na kojima je također igrala na svim susretima, osvojivši četvrto mjesto, izgubivši susret za brončano odličje od Argentinki.

## Vanjske poveznice
- Podatci